# Britpop
Britpop è il termine utilizzato per ricondurre ad un unico movimento alcuni gruppi britannici rock alternativi e pop rock apparsi agli inizi degli anni Novanta.
Gli artisti riconducibili al Britpop hanno avuto origine dalla scena indipendente e underground del Regno Unito. Molti di loro hanno acquisito buona notorietà nel paese d'origine e in alcuni stati dell'Europa del nord sull'onda del successo commerciale di gruppi come Suede, Blur, Oasis e Pulp, successo che ha contribuito a lanciare, se non a creare, il movimento come fenomeno di massa.

## Storia

### Le origini
L'origine del Britpop va ricercata fra gli artisti che cercarono di riattualizzare le melodie degli anni sessanta e degli anni settanta aggiungendovi tematiche mutuate dalla new wave o dalla dance music, ma soprattutto sfruttando le nuove tecniche produttive, sino a generare un suono del tutto peculiare.

### Sviluppi
Dopo l'affievolirsi di fenomeni come il madchester e lo shoegaze (antesignani di ciò che il Britpop sarebbe diventato) all'inizio degli anni novanta si formarono gli Suede, che crearono un'eco notevole nella stampa britannica ancor prima di avere pubblicato un singolo.
Le melodie di Bernard Butler e i testi ambigui, rabbiosi e poetici di Brett Anderson, così come l'immaginario e lo stile del gruppo (il taglio di capelli di Brett Anderson e i vestiti vintage dei membri della band avrebbero influenzato tutti i successivi epigoni) colpirono i giovani britannici e il loro primo album Suede, uscito nel 1993, segnò l'inizio del vero e proprio periodo del Britpop.
Attorno alla prima metà degli anni novanta comparvero sulla scena band e artisti dalle caratteristiche piuttosto eterogenee, anche se in parte accomunati dal look (influenzato dalle estetiche mod e madchester), dalla ricerca per il ritornello memorabile e, più in generale, per la commistione fra sonorità underground e immediatezza tipicamente pop.
Alcuni artisti declinavano queste tendenze proponendo un'attualizzazione della new wave e del post-punk: era il caso di gruppi come Elastica (1992-2001), Shed Seven (1991-1999) e Marion. Altre band erano influenzate dal glam e da artisti come David Bowie, i Roxy Music, Marc Bolan, talvolta rielaborandone le dinamiche chitarristiche (Suede), altre volte puntando sul gusto per i toni teatrali e sensuali (Pulp).
La più ampia, e di notevole successo commerciale, fu la schiera di gruppi nei quali emerse l'influenza di gruppi anni sessanta, primi fra tutti lo storico quartetto di Liverpool, Beatles, e in parte anche The Kinks, Small Faces: vi si annoverano Blur, The Verve, Oasis, Supergrass, Boo Radleys, Ocean Colour Scene, Dodgy, Kula Shaker e Teenage Fanclub, The Divine Comedy, Travis, Embrace, Mansun.

### Band battle
L'apice del movimento Britpop fu raggiunto nel 1995, quando il palcoscenico mediatico fu monopolizzato dalla cosiddetta "battaglia delle band" tra Blur e Oasis, succeditrice della storica contrapposizione tra The Beatles e The Rolling Stones. Inizialmente le due band si erano complimentate a vicenda, ma con il passare dei mesi il clima si infiammò, con l'importante contributo dei tabloid britannici. La rivista NME il 12 agosto 1995 titolò: «Campionato britannico di pesi massimi», riferendosi all'imminente uscita, prevista per lo stesso giorno, dei singoli Roll with It degli Oasis e Country House dei Blur. Il contrasto tra le due band assunse connotati extramusicali, coinvolgendo l'appartenenza territoriale (nord contro sud). Inizialmente i vincitori parvero i Blur, capaci di vendere 274000 copie contro le 216000 dei fratelli Gallagher, ma a lungo andare furono gli Oasis a guadagnare maggiore successo, facendo breccia negli Stati Uniti alla fine degli anni novanta e sopravvivendo poi alla scena britpop per molti anni ancora. Il concerto degli Oasis a Knebworth nell'agosto 1996 è passato alla storia come uno degli eventi musicali britannici più seguiti di sempre; vi accorsero ben 250000 spettatori nell'arco di due serate.

### New Britpop
La fine reale del periodo d'oro del Britpop risale al 1999. Dei gruppi che avevano portato la bandiera del genere rimanevano in effettiva attività solo gli Oasis. Anche l'arrivo di gruppi come gli Starsailor e i Coldplay, che in qualche modo portarono avanti lo stile proprio del Britpop fino in epoca successiva (per cui si coniò il termine new Britpop), non servì a rivitalizzare il genere, e chi ne faceva parte passò ad altre occupazioni e ad altri progetti.

### Revival
Nel XXI secolo si è assistito al ripescaggio dei principali artisti del periodo: nel 2005 Brett Anderson e Bernard Butler, le anime degli Suede, hanno formato un nuovo gruppo, The Tears, e realizzato un album, dal titolo Here Comes the Tears, che non riscosse gran fortuna; in seguito Brett Anderson nel 2006 iniziò una carriera da solista. Jarvis Cocker, estroverso cantante dei Pulp, realizzò due album per conto proprio, mentre nel 2009 i Blur tornarono a suonare insieme dopo sei anni per alcune date dal vivo accolte trionfalmente, dopo che gruppi quali Kaiser Chiefs e Razorlight ne hanno riportato in voga le sonorità.
I Radiohead nacquero ai margini del britpop, ma più vicini alle sonorità grunge e noise americano; devono al britpop parte della loro fortuna, per essere stati portati sulla sua onda pubblicitaria e commerciale fino al successo planetario del 1997 con l'album Ok Computer.

### Post-Britpop
Il post-Britpop è un sottogenere del Britpop. Gli strumenti utilizzati sono sempre gli stessi (chitarre, pianoforte, basso elettrico, tastiere e voce), con sonorità che si avvicinano anche al folk rock. A differenza del Britpop originale, il post-Britpop ha avuto origine a cavallo tra la fine degli anni novanta e all'inizio degli anni duemila. Tra le band che sono nate sotto questo filone ci sono Coldplay, Stereophonics, Keane, Franz Ferdinand, Jet, Muse e Ben's Brother, oltre che artisti solisti come Paolo Nutini e Robert Post.